# 裴有義

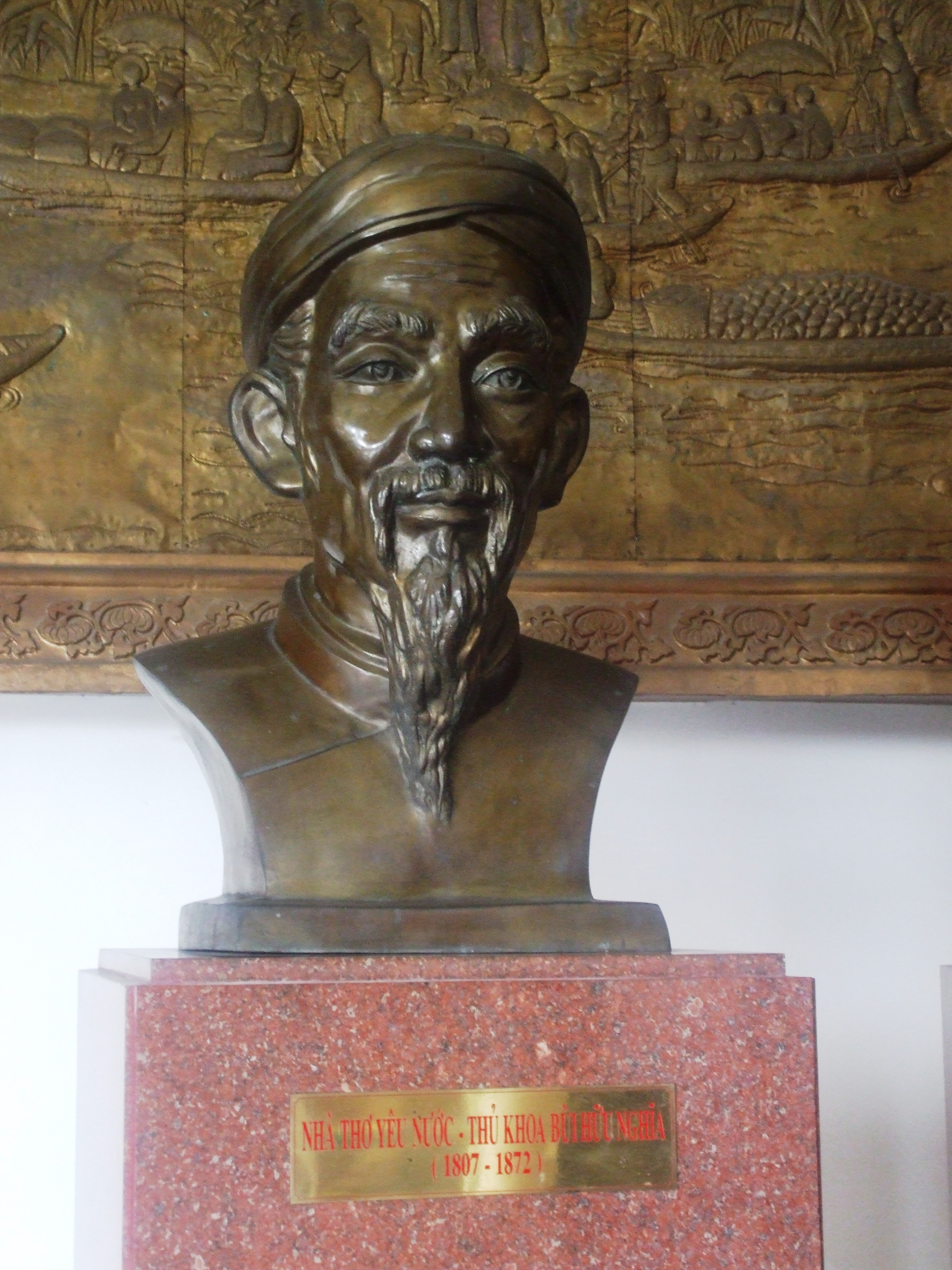
裴有義

裴有義（越南语：／，1807年—1872年），原名裴光义，越南阮朝时期的一位官员、诗人和戏曲作者。
裴有义是安江省永定縣平水社（今芹苴市平水郡）人。明命十六年（1835年），他參加嘉定場乡试，考中解元，人稱“首科義”。隨後，他来到顺化参加会试，但沒有考中。以舉人身份任礼部習事。不久被任命為邊和省福隆府福正縣知縣。後又轉為永隆省茶榮縣知縣。
后来被派往南方安抚高綿。法国军队征服南圻之后，他始终效忠于阮朝朝廷，在南圻反抗法国的文化殖民侵略。
裴有义也是一位著名的文学家，他是喃字文学㗰劇《金石奇缘》的作者。越南共產黨对他评价很高，今日胡志明市有一条路被命名为“裴有义路”。